# Martin Gaus

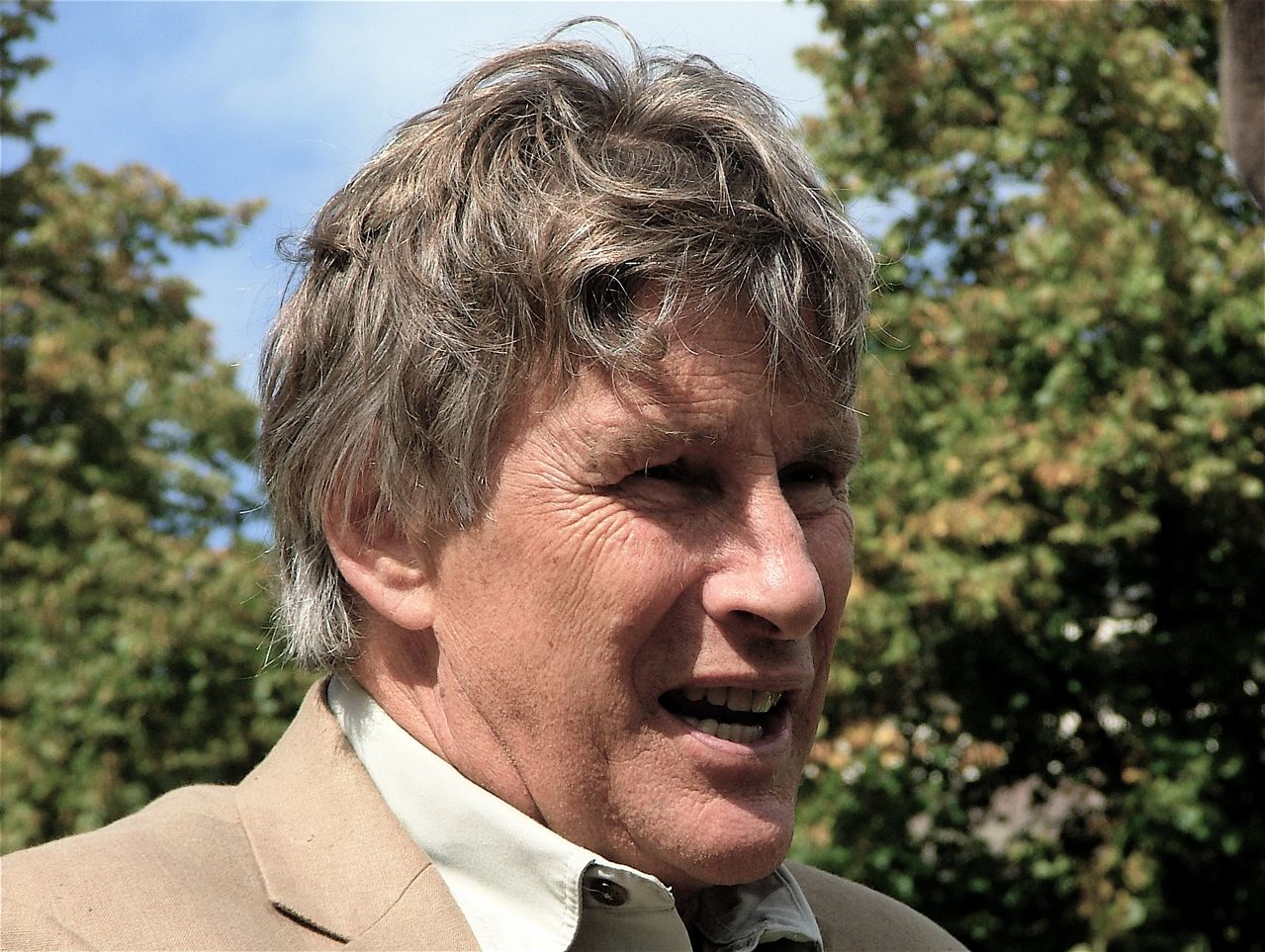
Martin Gaus in 2007

Martin Gaus (Amsterdam, 25 december 1944) is een Nederlands voormalig honkbalinternational, hondentrainer en tv-presentator. Hij werd in Nederland bekend door zijn dierenprogramma's op televisie.

## Sportloopbaan
Gaus was een getalenteerd honkballer die uitkwam als catcher in de hoofdklasse voor de Giants te Diemen in een team met onder meer de latere KLM-directeur Leo van Wijk en speelde tevens in het Nederlands honkbalteam, waarmee hij tijdens de Europese kampioenschappen van 1962 uitkwam in twee wedstrijden. Later zou hij nog honkbalcoach zijn bij de vereniging Falcons in Lelystad.

## Maatschappelijke carrière
Nadat hij directeur van een staalhandel was geweest, begon Gaus in 1974 zijn Dierenhotel in Lelystad, waarmee hij van zijn hobby zijn beroep maakte. Hij startte een hondenschool en de publiciteit daaromheen bracht hem landelijke bekendheid. Tegenwoordig zijn er diverse hondenscholen met zijn naam in Nederland en ook een in België. Bij de TROS presenteerde Gaus vanaf 1981 jarenlang het programma Dierenmanieren. Daarnaast presenteerde hij van 1989 tot 1996 het hondenspelprogramma Natte neuzen voor de TROS.
Gaus heeft een aantal publicaties op zijn naam staan, waaronder meer dan tien boeken over honden en katten, en was uitgever van de tijdschriften Hondenmanieren en Kattenmanieren, die Gaus in 1990 startte als voortvloeisels uit de televisieserie Dierenmanieren.
Later was hij regelmatig als vaste gast aanwezig in het programma De Wereld van K3 van de Vlaamse meidengroep K3, waar hij over het gedrag van dieren vertelde. Daarnaast is hij wekelijks te horen als dierendeskundige in een radioprogramma van Omroep Flevoland.
Voor de Europese verkiezingen van 2004 en de Tweede Kamerverkiezingen van 2006 stond hij als lijstduwer op de lijst van de Partij voor de Dieren.
In 2014 werd Gaus onderscheiden als Ridder in de Orde van Oranje-Nassau.
- Nederlandse Thesaurus van Auteursnamen: 070488762
- Virtual International Authority File: 50102441